# Ramusella radiata
Ramusella radiata är en kvalsterart som först beskrevs av Balogh 1961.  Ramusella radiata ingår i släktet Ramusella och familjen Oppiidae. Inga underarter finns listade i Catalogue of Life.